# Provincia de Savonia
Savonia (en finés: Savo; en sueco: Savolax) es una provincia histórica ubicada en el este de Finlandia. Limita con Tavastia, Ostrobotnia y Carelia. En la actualidad, se divide en dos regiones: Savonia del Norte y Savonia del Sur. Las ciudades más grandes de Savonia por población son Kuopio, Mikkeli, Savonlinna, Varkaus y Iisalmi.

## Administración
En el siglo XIX, Savonia se dividió entre las provincias Kuopio y la de Mikkeli. De 1997 a 2010, estuvo dentro de la provincia administrativa de Finlandia Oriental. (Aunque las provincias actualmente no tienen función administrativa, permanecen como vestigio histórico). Desde 2010, Savonia está dividida entre las regiones de Savonia del Norte y Savonia del Sur.

## Historia

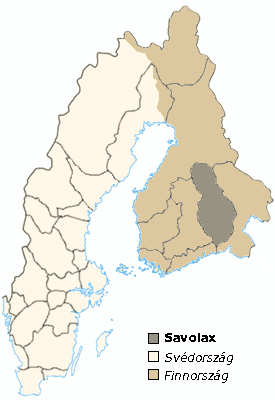
Savonia como provincia de Suecia.

La provincia de Savonia es la patria original de los savonianos, uno de los subgrupos que más tarde fueron asimilados para formar los finlandeses. Era el corazón de los dialectos savonianos o finlandeses orientales.
El pueblo savoniano tradicionalmente se dedicaba a la agricultura de tala y quema, que los colonos importaron con éxito en Ostrobotnia y Kainuu, Värmland en el suroeste de Suecia y el este de Noruega. Los colonos savonianos también emigraron a la Carelia finlandesa, a Ingria y al sur de Suecia y Noruega.
Savonia, que había sido parte de Suecia desde finales del siglo XIII, se separó del país cuando Finlandia fue cedida a Rusia en septiembre de 1809.

## Cultura
Tradicionalmente, el pueblo savoniano se ha considerado a menudo como "astuto". Investigaciones recientes han demostrado que tal fama se debe en gran parte a los malentendidos causados por la tradicional indirecta social savona.

## Savonios notables
- Urho Kekkonen
- Erkki Liikanen
- Paavo Lipponen
- Spede Pasanen
- Jyrki Katainen
- Minna Canth
- Maria Jotuni
- Zumo Leskinen

## Heráldica
Las armas de Savonia tienen el acabado de la corona de un conde, aunque según la tradición finlandesa se parece más a una corona baronial sueca. El blasón reza: "Campo de sable, un arco dibujado a mano y una flecha dirigida hacia el jefe, en oro; cuerda de arco, punta de flecha y cola emplumada, de plata". Los colores tradicionales de la provincia son el negro y el dorado.

Escudo de la provincia histórica de Savonia
Escudo de la región de Savonia del Norte
Escudo de la región de Savonia del Sur